# Felix Björklund
Felix Björklund, född 11 maj 1943 i Helsingfors,, död 22 oktober 2023 i
Sibbo, var en finlandssvensk affärsdirektör och styrelseledamot med en examen i ekonomi från Svenska handelshögskolan, 1965. Björklund tjänstgjorde som VD för IBM Finland från slutet av 1970-talet, och fortsatte vid IBM i början av 1990-talet vid IBMs huvudkontor i Paris. Från 1992 till 1998 var han VD för Fazer.
Björklund har varit styrelseledamot i styrelsernas vid bland annat Ahlsell, Amer Sport, Fenestra, Marioff, Nopco Paper Technology AS, Snellman och Varma pensionsförsäkringsbolag.
Felix Björklund är far till skådespelerskan Irina Björklund och ekonomen Kurt Björklund.
Felix Björklund ägde Wäfvars herrgård i Pernå, Lovisa och var samlare av motorcyklar och BMW-bilar.